# Sân vận động Quốc tế Amman
Sân vận động Quốc tế Amman (tiếng Ả Rập: ستاد عمان الدولي) là một sân vận động tại thành phố trẻ Al Hussein ở Amman, Jordan. Đây là sân vận động lớn nhất ở Jordan. Sân vận động đã được xây dựng vào năm 1964 và đã mở cửa vào năm 1968, nó thuộc sở hữu của chính phủ Jordan và điều hành bởi hội đồng trẻ cao cấp. Đây cũng là sân nhà của đội tuyển bóng đá quốc gia Jordan và Al-Faisaly. Sân có sức chứa hiện tại là 17.619 khán giả.

## Sử dụng
Ngoài các trận đấu sân nhà của đội tuyển Jordan, sân vận động cũng đã tổ chức các giải đấu chính khác trong bóng đá Jordan, bao gồm Giải bóng đá vô địch quốc gia Jordan, Cúp FA Jordan, Jordan FA Shield và Siêu cúp bóng đá Jordan.
Sân cũng đã tổ chức các giải đấu khác là Cúp bóng đá Ả Rập 1988, Cúp C2 Ả Rập 1996, Đại hội Thể thao Liên Ả Rập 1999, Giải vô địch điền kinh Ả Rập 2003, Giải vô địch bóng đá nữ Tây Á 2005, Giải vô địch điền kinh Ả Rập 2007, Giải vô địch bóng đá nữ Tây Á 2007, Giải vô địch bóng đá Tây Á 2007, Trận chung kết Arab Champions League 2006-07, Trận chung kết Cúp AFC 2007, Giải vô địch điền kinh châu Á 2007, Giải vô địch bóng đá Tây Á 2010, Giải vô địch bóng đá nữ U-17 thế giới 2016 cùng nhiều giải khác.